# Островцы (Псковская область)
Островцы — деревня в Гдовском районе Псковской области России. Входит в состав Спицинской волости Гдовского района.

## География
Расположена на побережье Чудского озера, в 16 км к юго-западу от волостного центра Спицино и в 45 км к югу от Гдова.

## Население
| 2001 | 2002 | 2010 |
| ---- | ---- | ---- |
| 188  | ↘172 | ↘141 |

Численность населения деревни на 2000 год составляет 188 человек, на 2009 год — 178 человек.

## Инфраструктура
До 1989 года в деревне функционировал аэродром. С начала 1970-х годов по 1988 год из аэропорта Сланцы на самолетах АН-2 выполнялись рейсы в Тарту, Псков, а также по маршруту Сланцы-Гдов-Ремда-Островцы-Самолва.
До 1991 года усадьба колхоза «Наша жизнь». В настоящее время функционирует рыболовецкая артель ЗАО «Маяк».
Почта. Магазин. Автобусное сообщение Островцы-Гдов.